# Es Mercadal
Es Mercadal (span. El Mercadal) ist eine Gemeinde im Norden der spanischen Baleareninsel Menorca. In Es Mercadal leben 6.215 Menschen (Stand: 2024), davon 974 (Stand 2008) in Fornells. Es Mercadal liegt 21 km von der Inselhauptstadt Maó entfernt.
Der Ortsteil Es Migjorn Gran, der ursprünglich zu Es Mercadal gehörte, wurde 1989 eine selbständige Gemeinde.

## Geschichte
Zuvor nutzten Phönizier, Griechen, Karthager und Römer die strategische Lage von Es Mercadal mit dem Hafen Fornells, die Byzantiner machten es sich danach untertan und schließlich die Araber. Erst 1287, im Zuge der christlichen Rückeroberung Spaniens, wurde Menorca den Ungläubigen, wie sie von den Einheimischen genannt wurden, entrissen. In der Nähe der heutigen Ortschaft befand sich die antike Siedlung Sanisera, die der römische Schriftsteller Plinius der Ältere im ersten Jahrhundert erwähnte.
Nach der Rückeroberung des durch Muslime besetzten Gebietes durch König Jaume II. wurde es zwischen den Vasallen des Königs aufgeteilt und katalanisch. Eine Gruppe von Siedlern aus Girona errichtete 1301 zu Ehren ihres Schutzpatron Sant Narcís am Fuße des Monte Toro eine Kapelle.
Zu dieser Zeit entstand auch der heutige Name des Ortes Es Mercadal, der sich aus den Namen mercat (Markt) und setmanal (wöchentlich) zusammensetzt. (Lloc on eren celebrats els mercats i les fires dtsch: Platz zum abhalten von Märkten und Festen).
Zur gleichen Zeit wurden auch durch Erlass die drei Wochenmärkte auf Menorca in Mahon, Ciutadella und rund um die heutige Pfarrkirche Sant Narcís von Es Mercadal eingeführt.

## Sehenswertes
- Monte Toro, höchster Berg Menorcas, Kloster Santuario de la Virgen del Toro mit Panoramablick über die gesamte Insel.
- S'Aljub, eines der bedeutenden militärischen Bauwerke auf Menorca. Der s'Aljub, ist ein großes Wasserreservoir, dessen Bau vom Gouverneur Richard Kane angeordnet wurde, um die landwirtschaftlichen Anbaugebiete und die Siedler mit Wasser zu versorgen. Diese gewaltige Zisterne ist ringsum von Mauern im Stil der großen Wehrbauten umgeben und heute noch in Betrieb. Die erhaltenen Pläne wurden von den englischen Militärs gezeichnet und sind auf die Jahre 1714–1715 datiert.

## Persönlichkeiten
- Guillem Martí (* 1985), Fußballspieler